# سي سخت
سي سخت (بالفارسية: سی‌سخت) هي مدينة تقع في إيران في قسم. يقدر عدد سكانها بـ 6,342 نسمة .

## المناخ
يظهر الجدول التالي التغييرات المناخية على مدار السنة لسي سخت:
| البيانات المناخية لـسي سخت        | البيانات المناخية لـسي سخت | البيانات المناخية لـسي سخت | البيانات المناخية لـسي سخت | البيانات المناخية لـسي سخت | البيانات المناخية لـسي سخت | البيانات المناخية لـسي سخت | البيانات المناخية لـسي سخت | البيانات المناخية لـسي سخت | البيانات المناخية لـسي سخت | البيانات المناخية لـسي سخت | البيانات المناخية لـسي سخت | البيانات المناخية لـسي سخت | البيانات المناخية لـسي سخت |
| الشهر                             | يناير                      | فبراير                     | مارس                       | أبريل                      | مايو                       | يونيو                      | يوليو                      | أغسطس                      | سبتمبر                     | أكتوبر                     | نوفمبر                     | ديسمبر                     | المعدل السنوي              |
| --------------------------------- | -------------------------- | -------------------------- | -------------------------- | -------------------------- | -------------------------- | -------------------------- | -------------------------- | -------------------------- | -------------------------- | -------------------------- | -------------------------- | -------------------------- | -------------------------- |
| متوسط درجة الحرارة الكبرى °م (°ف) | 6.1 (43.0)                 | 8.9 (48.0)                 | 13.0 (55.4)                | 17.6 (63.7)                | 24.5 (76.1)                | 31.1 (88.0)                | 34.3 (93.7)                | 33.6 (92.5)                | 30.7 (87.3)                | 24.3 (75.7)                | 16.4 (61.5)                | 9.9 (49.8)                 | 20.9 (69.6)                |
| متوسط درجة الحرارة الصغرى °م (°ف) | −6.7 (19.9)                | −3.9 (25.0)                | −0.8 (30.6)                | 3.5 (38.3)                 | 7.9 (46.2)                 | 11.8 (53.2)                | 15.7 (60.3)                | 14.4 (57.9)                | 10.5 (50.9)                | 5.4 (41.7)                 | 0.8 (33.4)                 | −3.1 (26.4)                | 4.6 (40.3)                 |
| الهطول مم (إنش)                   | 57 (2.2)                   | 45 (1.8)                   | 47 (1.9)                   | 32 (1.3)                   | 12 (0.5)                   | 1 (0.0)                    | 2 (0.1)                    | 1 (0.0)                    | 0 (0)                      | 4 (0.2)                    | 23 (0.9)                   | 47 (1.9)                   | 271 (10.7)                 |
| المصدر: Climate-data.org          |                            |                            |                            |                            |                            |                            |                            |                            |                            |                            |                            |                            |                            |